# Salmo 82
El Salmo 82  es, según la numeración hebrea, el octogésimo segundo salmo del Libro de los salmos de la Biblia. Corresponde al salmo 81 según la numeración de la Biblia Septuaginta griega, empleada también en la Vulgata latina. Por este motivo, recogiendo la doble numeración, a este salmo también se le refiere como el salmo 82 (81).
Comienza en inglés en la versión de la Biblia del Rey Jacobo: "Dios está en la congregación de los poderosos; él juzga entre los dioses". En latín se le conoce como "Deus stetit in synagoga deorum".  Es uno de los 12 Salmos de Asaf .  La nueva versión de la Biblia del Rey Jacobo lo describe como "una petición de justicia ";  Alexander Kirkpatricklo ve como "una visión de Dios como Juez de jueces".
El salmo forma parte habitual de las liturgias judía , católica , luterana , anglicana y otras liturgias protestantes. Se le ha puesto música.

## Interpretación contextual
Este salmo se origina en el contexto de los antiguos hebreos y su entorno del Antiguo Oriente Próximo.  Kirkpatrick observa cómo "establece, en una forma altamente poética e imaginativa, la responsabilidad de los jueces terrenales ante el Juez Supremo".  El versículo final del Salmo, el versículo 8, tiene a Dios en tiempo futuro "heredando las naciones", mientras que en otras partes de los salmos, "el Hijo" heredó las naciones en el Salmo 2 , y la comunidad creyente hereda las naciones en Salmos como son el  salmo 25 y el salmo 37. Dios ya posee las naciones pero en cierto sentido también las hereda.

## Texto
La siguiente tabla muestra el texto en hebreo del salmo con vocales, junto con el texto en griego koiné en la Septuaginta y la traducción al español de la Biblia del Rey Jacobo. Tenga en cuenta que el significado puede diferir ligeramente entre estas versiones, ya que la Septuaginta y el texto masorético provienen de tradiciones textuales diferentes. En la Septuaginta, este salmo está numerado como Salmo 81.
| # | Hebreo                                               | Español                                                                                                 | Griego                                                                                     |
| - | ---------------------------------------------------- | --- | ------------------------------------------------------------------------------------------ |
| 1 | מִזְמ֗וֹר לְאָ֫סָ֥ף אֱֽלֹהִ֗ים נִצָּ֥ב בַּעֲדַת־אֵ֑ל בְּקֶ֖רֶב אֱלֹהִ֣ים יִשְׁפֹּֽט׃        | (Un Salmos de Asaf.) Dios está en la congregación de los poderosos; juzga entre los dioses.             | Ψαλμὸς τῷ ᾿Ασάφ. - Ο ΘΕΟΣ ἔστη ἐν συναγωγῇ θεῶν, ἐν μέσῳ δὲ θεοὺς διακρινεῖ.               |
| 2 | עַד־מָתַ֥י תִּשְׁפְּטוּ־עָ֑וֶל וּפְנֵ֥י רְ֝שָׁעִ֗ים תִּשְׂאוּ־סֶֽלָה׃                | ¿Hasta cuándo juzgaréis injustamente y aceptaréis a los impíos? Selah.                                  | ἕως πότε κρίνετε ἀδικίαν καὶ πρόσωπα ἁμαρτωλῶν λαμβάνετε; (διάψαλμα).                      |
| 3 | שִׁפְטוּ־דַ֥ל וְיָת֑וֹם עָנִ֖י וָרָ֣שׁ הַצְדִּֽיקוּ׃                        | Defended al pobre y al huérfano; haced justicia al afligido y al necesitado.                            | κρίνατε ὀρφανῷ καὶ πτωχῷ, ταπεινὸν καὶ πένητα δικαιώσατε·                                  |
| 4 | פַּלְּטוּ־דַ֥ל וְאֶבְי֑וֹן מִיַּ֖ד רְשָׁעִ֣ים הַצִּֽילוּ׃                      | Liberad al pobre y al necesitado; libradlos de la mano de los malvados.                                 | ἐξέλεσθε πένητα καὶ πτωχόν, ἐκ χειρὸς ἁμαρτωλοῦ ῥύσασθε αὐτόν.                             |
| 5 | לֹ֤א יָדְע֨וּ ׀ וְלֹ֥א יָבִ֗ינוּ בַּחֲשֵׁכָ֥ה יִתְהַלָּ֑כוּ יִ֝מּ֗וֹטוּ כׇּל־מ֥וֹסְדֵי אָֽרֶץ׃ | No saben, ni entienden; andan en tinieblas; todos los fundamentos de la tierra están fuera de su curso. | οὐκ ἔγνωσαν οὐδὲ συνῆκαν, ἐν σκότει διαπορεύονται· σαλευθήσονται πάντα τὰ θεμέλια τῆς γῆς. |
| 6 | אֲֽנִי־אָ֭מַרְתִּי אֱלֹהִ֣ים אַתֶּ֑ם וּבְנֵ֖י עֶלְי֣וֹן כֻּלְּכֶֽם׃                 | He dicho: Vosotros sois dioses, y todos vosotros sois hijos del Altísimo.                               | ἐγὼ εἶπα· θεοί ἐστε καὶ υἱοὶ ῾Υψίστου πάντες·                                              |
| 7 | אָ֭כֵן כְּאָדָ֣ם תְּמוּת֑וּן וּכְאַחַ֖ד הַשָּׂרִ֣ים תִּפֹּֽלוּ׃                    | Pero moriréis como hombres, y caeréis como uno de los príncipes.                                        | ὑμεῖς δὲ ὡς ἄνθρωποι ἀποθνήσκετε καὶ ὡς εἷς τῶν ἀρχόντων πίπτετε.                          |
| 8 | קוּמָ֣ה אֱ֭לֹהִים שׇׁפְטָ֣ה הָאָ֑רֶץ כִּֽי־אַתָּ֥ה תִ֝נְחַ֗ל בְּכׇל־הַגּוֹיִֽם׃          | Levántate, oh Dios, juzga la tierra, porque tú heredarás todas las naciones.                            | ἀνάστα, ὁ Θεός, κρίνων τὴν γῆν, ὅτι σὺ κατακληρονομήσεις ἐν πᾶσι τοῖς ἔθνεσι.              |

## Comentarios

### De la iglesia católica

#### A todo el salmo
El salmo retoma el juicio divino, esta vez dirigido no al pueblo, sino a los jueces o “dioses”, ampliando así el enfoque respecto al salmo anterior (cf. Sal 81,9). Mientras aquel concluía con un anhelo de conversión (cf. Sal 81,14), este finaliza con una sentencia de muerte (Sal 82,7), revelando la firmeza del juicio de Dios. Se abre con la afirmación de que Dios juzga desde el cielo (v. 1), expone su veredicto (vv. 2-7) y termina con una súplica para que ejerza su justicia sobre la tierra (v. 8). Frente a las injusticias del mundo, el cristiano, como el salmista, clama por la justicia de Dios (cf. Ap 6,10-11), sabiendo que esta ya ha comenzado con Cristo: por su muerte y resurrección, el juicio ha sido inaugurado y “el Príncipe de este mundo está condenado” (cf. Jn 16,8-11).

#### A los versículos 1-7
La escena del tribunal celestial presentada en este salmo refleja, con lenguaje simbólico, la solemnidad de los tribunales humanos, donde el juez actúa rodeado de consejeros. En el caso de Dios, estos son los ángeles, lo que subraya su majestad. El juicio se dirige a los llamados dioses o hijos del Altísimo (v. 6), una expresión que, según el contexto, puede referirse a los jueces o gobernantes de Israel, responsables de administrar justicia en nombre de Dios. A pesar de haber recibido su autoridad de lo alto, abusan de su poder, oprimen al pobre y pervierten el orden querido por Dios. Por eso se les juzga: al no actuar con justicia, socavan el fundamento moral del mundo (v. 5). La sentencia divina los reduce a su verdadera realidad: morirán como cualquier otro hombre (v. 7).
Solo Dios es Juez y Rey auténtico. Jesús citó este salmo (v. 6) cuando fue acusado de blasfemia por proclamarse Hijo de Dios (cf. Jn 10,34-36). Si aquellos a quienes se dirigió la Palabra de Dios pueden ser llamados dioses por la dignidad de su misión, con mayor razón Jesús, enviado y santificado por el Padre, puede asumir ese título con plena verdad. Así, este salmo no solo denuncia la injusticia, sino que prepara el camino para reconocer la autoridad divina de Cristo.

#### A los versículos 8
La súplica final del salmo nace del reconocimiento de Dios como Juez supremo y proclama su soberanía sobre toda la tierra. Es un clamor por la instauración plena de su justicia, muy cercano a la segunda petición del Padrenuestro: «Venga a nosotros tu Reino». Esta oración expresa el anhelo cristiano por la manifestación definitiva del Reino en la venida gloriosa de Cristo: «Ven, Señor Jesús» (Ap 22,20). Como recuerda Tertuliano, incluso si no se nos hubiera enseñado a pedirlo, el deseo ardiente del Reino habría brotado de nuestros corazones, como sucede con las almas de los mártires que claman bajo el altar: «¿Hasta cuándo, Dueño santo y veraz, vas a estar sin hacer justicia por nuestra sangre?» (Ap 6,10). Ellos esperan el juicio final, donde la justicia de Dios se revelará plenamente. Por eso, la súplica del salmista sigue siendo actual: que Dios venga y reine con justicia.

## Usos

### Judaísmo
- El Salmo 82 es el salmo del día en el Shir Shel Yom del martes.[17]
- Se recita en Hoshaná Rabá .[18]
- El versículo 1 es parte de Mishná Tamid 7:4  y se encuentra en Pirkei Avot Capítulo 3, no. 7.[19]

### Cristianismo
Jesús cita el versículo 6 en Juan 10:34: "Yo dije: 'Vosotros sois dioses'".  Jesús usa este texto para afirmar que no está blasfemando cuando se llama a sí mismo Hijo de Dios . La segunda parte del versículo 6, "Todos vosotros sois hijos del Altísimo", no aparece en el texto citado por Juan . Citando al obispo Westcott , Kirkpatrick dice de este texto: "El hecho de que fuera posible para los hombres representar a Dios de tal manera que fueran llamados dioses o divinos fue un presagio de la Encarnación . 'Ya estaba en la Ley el germen de la verdad que Cristo anunció la unión de Dios y el hombre.'" 
Jesús alude directamente al Salmo 82, donde los elohim (dioses) reciben la palabra de Dios en forma de juicio y condenación. Contra sus acusadores, Jesús apelaba al precedente ya establecido en la Torá , que se refería a los santos de Dios, o su consejo divino, como "dioses" (elohim).  En el Libro de Oración Común de la Iglesia de Inglaterra , este salmo está designado para ser leído en la tarde del día 16 del mes.

### Iglesia católica
Este salmo se reza en la hora media de la Liturgia de las horas los lunes de la cuarta semana. Para facilitar la comprensión se le asigna a cada salmo un título en rojo (rúbrica) que no forma parte del salmo. El título del Salmo 82 es Invectivas contra los jueces inicuos.

### Iglesias orientales
En la Liturgia Vesperal  de las Iglesias ortodoxas orientales y de las Iglesias católicas orientales del Sábado Santo, el Salmo 82 (81 según la numeración de la Biblia Septuaginta griega) representa el punto en el que los ángeles malvados y caídos reciben sentencia contra ellos durante el Desgarrador del Infierno .

### Composiciones musicales
Heinrich Schütz compuso el Salmo 82 en una versión métrica en alemán, "Singet mit Freuden meines Gott", SWV 179, como parte del Salterio de Becker , publicado por primera vez en 1628.
Norma Wendelburg compuso una composición coral en inglés, "Arise, O God, to Judge the Earth" para coro mixto y órgano opcional en 1973.